# Pingzhun
Pingzhun (chinesisch 平準, Pinyin píngzhǔn – „regulieren-ausgleichen“) war „ein altes Verfahren regierungsseitigen Getreideaufkaufs, um in Zeiten der Not Teuerung zu verhüten“. Dazu wurden bereits in der Han-Dynastie Beamte etabliert (平準官,  píngzhǔn guān), aber schon in der Zeit der Streitenden Reiche gab es ähnliche Ämter. Seine Hauptaufgabe war es, die offiziellen Preise zu stabilisieren: 

„大农之诸官，尽笼天下之货物，贵即卖之，贱则买之。如此，富商大贾无所牟大利，则反本，而万物不得腾踊，故抑天下物，名曰平準。 (...)“